# هایپرانسولینمی

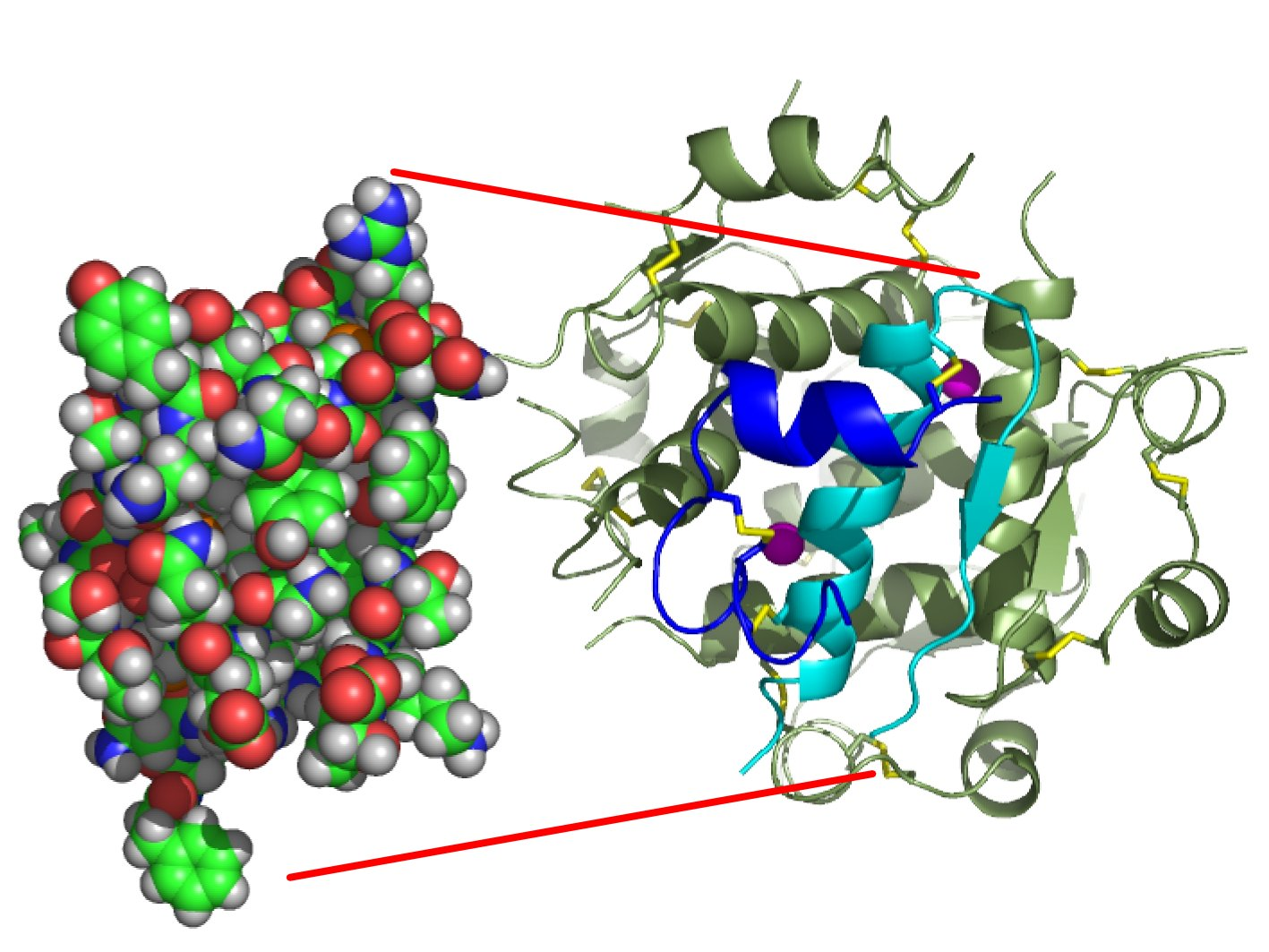
چفت شدن انسولین با گیرنده‌اش

هایپرانسولینمی شرایطی است که در آن مقدار انسولین موجود در خون بیشتر از مقدار طبیعی و متناسب قند خون می‌شود. هایپرانسولینمی معمولاً در مراحل اولیه دیابت تیپ دو اتفاق می‌افتد.

## علایم و نشانه‌ها
هایپرانسولینمی معمولاً همراه با فشارخون، دیس‌لیپیدمی، چاقی، و اختلال در گلوکز دیده می‌شود.  این شرایط با اصطلاح سندرم متابولیک توصیف می‌شود.